# Joaquín García Ordóñez
Joaquín García Ordóñez (Duitama, Boyacá, 13 de diciembre de 1919-La Ceja, Antioquia, 29 de diciembre de 1995), fue un obispo colombiano de la Iglesia católica.

## Biografía

### Primeros años y formación
Nació el 13 de diciembre de 1919, en el municipio de Duitama (Boyacá).  
Sus estudios primarios, de humanidades y eclesiásticos los realizó en Bogotá.  

### Sacerdocio
El 8 de noviembre de 1942 fue su ordenación sacerdotal, recibida de manos su tío paterno, monseñor Joaquín García Benítez, Arzobispo de Medellín. 

## Episcopado

### Antecedentes
En 1967, monseñor Miguel Ángel Builes había presentado renuncia al gobierno pastoral de la Diócesis de Santa Rosa de Osos, la cual fue aceptada el 22 de abril de ese mismo año, pero conservando hasta su muerte el título de obispo de Santa Rosa de Osos. Por consiguiente, y para dirigir la diócesis, se nombró como Administrador Apostólico a monseñor Félix María Torres Parra, quien se desempeñaba desde hacía un año como Obispo Auxiliar de Cartagena. Pero monseñor Torres solo estuvo al frente de dicha diócesis por dos años.

### Obispo en Santa Rosa de Osos
Por lo cual, el 28 de julio de 1969, el presbítero Joaquín García Ordóñez fue preconizado Obispo titular de Minturno y Administrador Apostólico, Sede Plena y Coadjutor con derecho a sucesión de Santa Rosa de Osos, por el papa Pablo VI. Recibió la consagración episcopal en la Catedral de Bogotá (Primada de Colombia) de manos del santarrosano, monseñor Aníbal Muñoz Duque (nombrado después Cardenal, el 30 de agosto de 1969). Tomó posesión canónica en calidad de administrador apostólico, el 8 de septiembre del mismo año. El 29 de septiembre de 1971 a la muerte de monseñor Builes (actualmente Venerable), asumió como Obispo residencial de la Diócesis de Santa Rosa de Osos.

#### Obispado
Su labor pastoral en dicha diócesis fue de gran relevancia, muestra de ello son las siguientes ejecutorias:
- Ordenó 89 sacerdotes para el servicio pastoral de la Diócesis de Santa Rosa de Osos.
- Creó 19 parroquias.
- Obtuvo de la Santa Sede el título de Basílica Menor para el Santuario de Ntra. Sra. de las Misericordias (1971) y para el templo del Señor de los Milagros de San Pedro (1981), además logró la Coronación Canónica de la imagen de Ntra. Sra. De las Misericordias (1984).
- Consagró a monseñor Flavio Calle, el 16 de marzo de 1989, como Obispo Prelado de la Prelatura del Alto Sinú, (hoy Diócesis de Montelíbano), actualmente es Arzobispo de Ibagué.
- Fundó en 1972 el Instituto Pastoral de Tenche.
- Recibió de la Santa Sede el “Derecho de Comisión” sobre la entonces Prefectura Apostólica de Leticia (en la actualidad Vicariato Apostólico) en mayo de 1989.
- En 1989 elevó el templo de la Inmaculada Concepción "la Conchita" en Carolina del Príncipe a la categoría de Santuario Mariano.
- Fundó cuatro Seminarios Menores denominados Escuelas Apostólicas en Donmatías, Liborina, Cáceres e Ituango.
- Introdujo en octubre de 1980, la causa de beatificación y canonización del Padre Mariano de Jesús Euse Hoyos.
- Convocó en 1983 el Segundo Sínodo Diocesano y este fue promulgado el 19 de noviembre de 1986, este Sínodo rige en la actualidad la diócesis de Santa Rosa de Osos.
- Organizó los Congresos Diocesanos de Laicos.
- Escribió varias cartas pastorales, además de una copiosa correspondencia epistolar a los sacerdotes, religiosas y comunidades parroquiales.

### Renuncia
Al cumplir los setenta y cinco años de edad presentó renuncia al papa Juan Pablo II del gobierno pastoral de la diócesis, esta le fue aceptada el 10 de junio de 1995. 

### Fallecimiento
Falleció en La Ceja el 29 de diciembre de 1995.